# Alan Bean

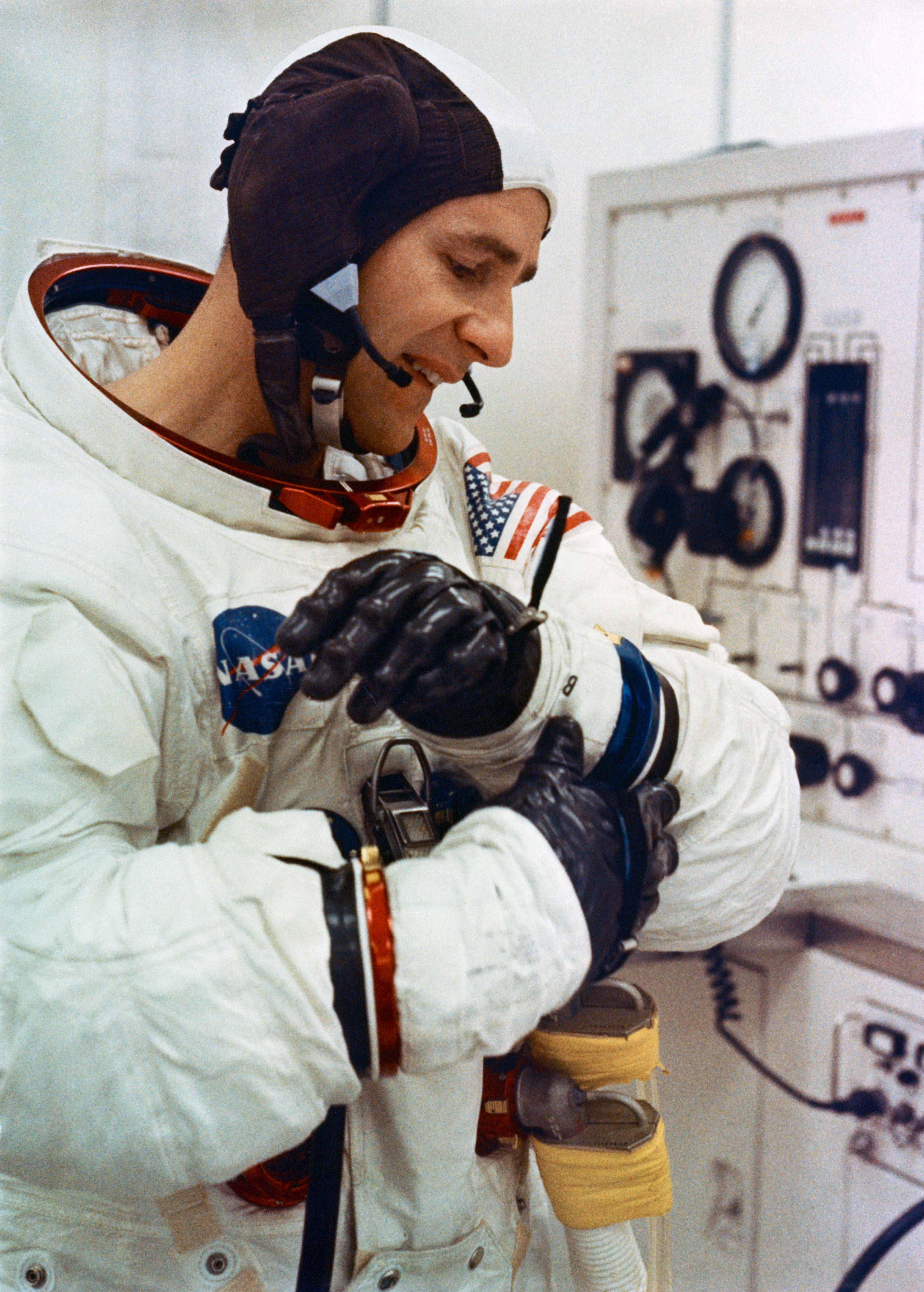
Alan Bean podczas przygotowań do lotu Apollo 12

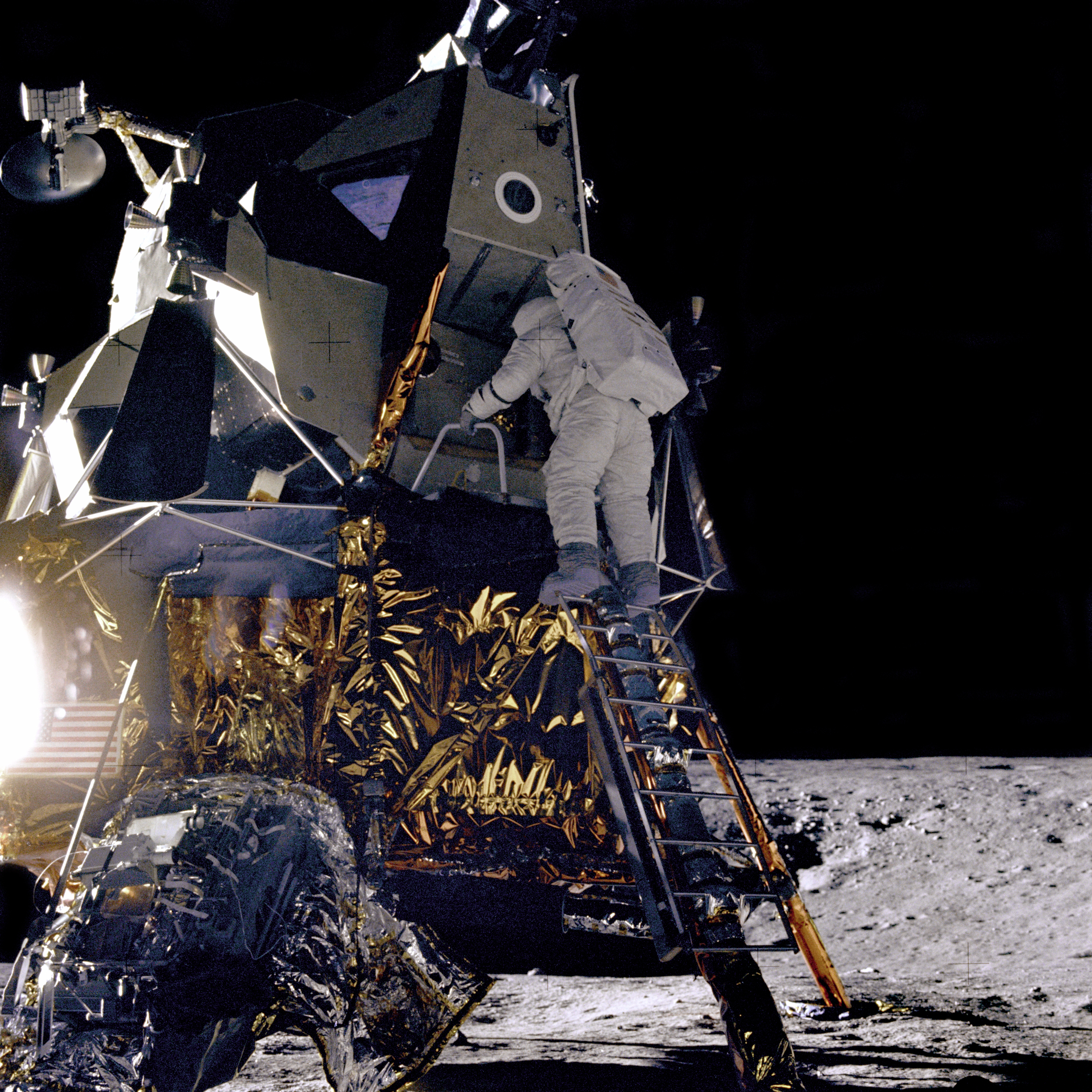
Alan Bean opuszcza pojazd LM „Intrepid”

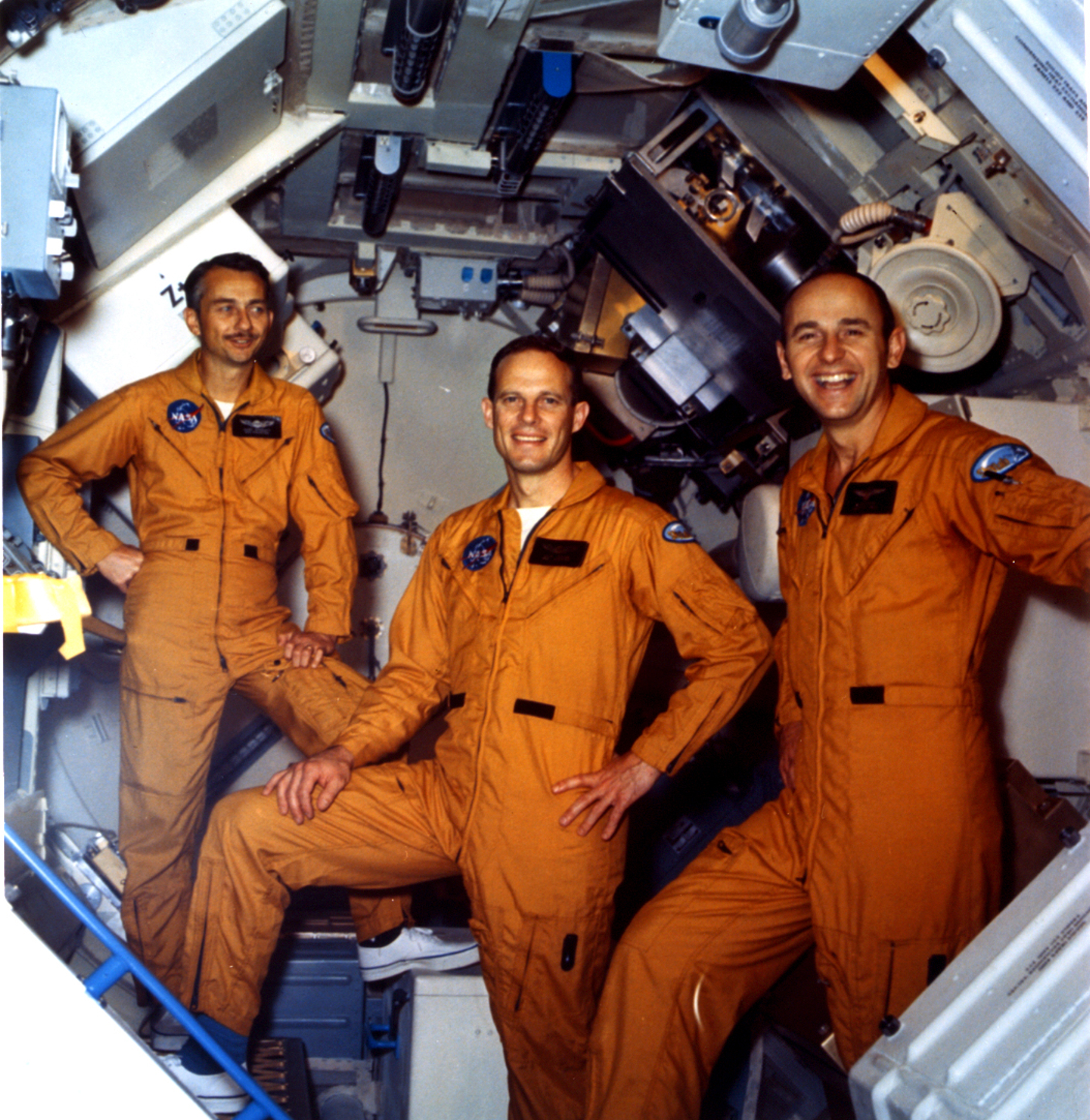
Załoga misji Skylab SL-3: (od lewej) Owen Garriott, Jack Lousma i Alan Bean

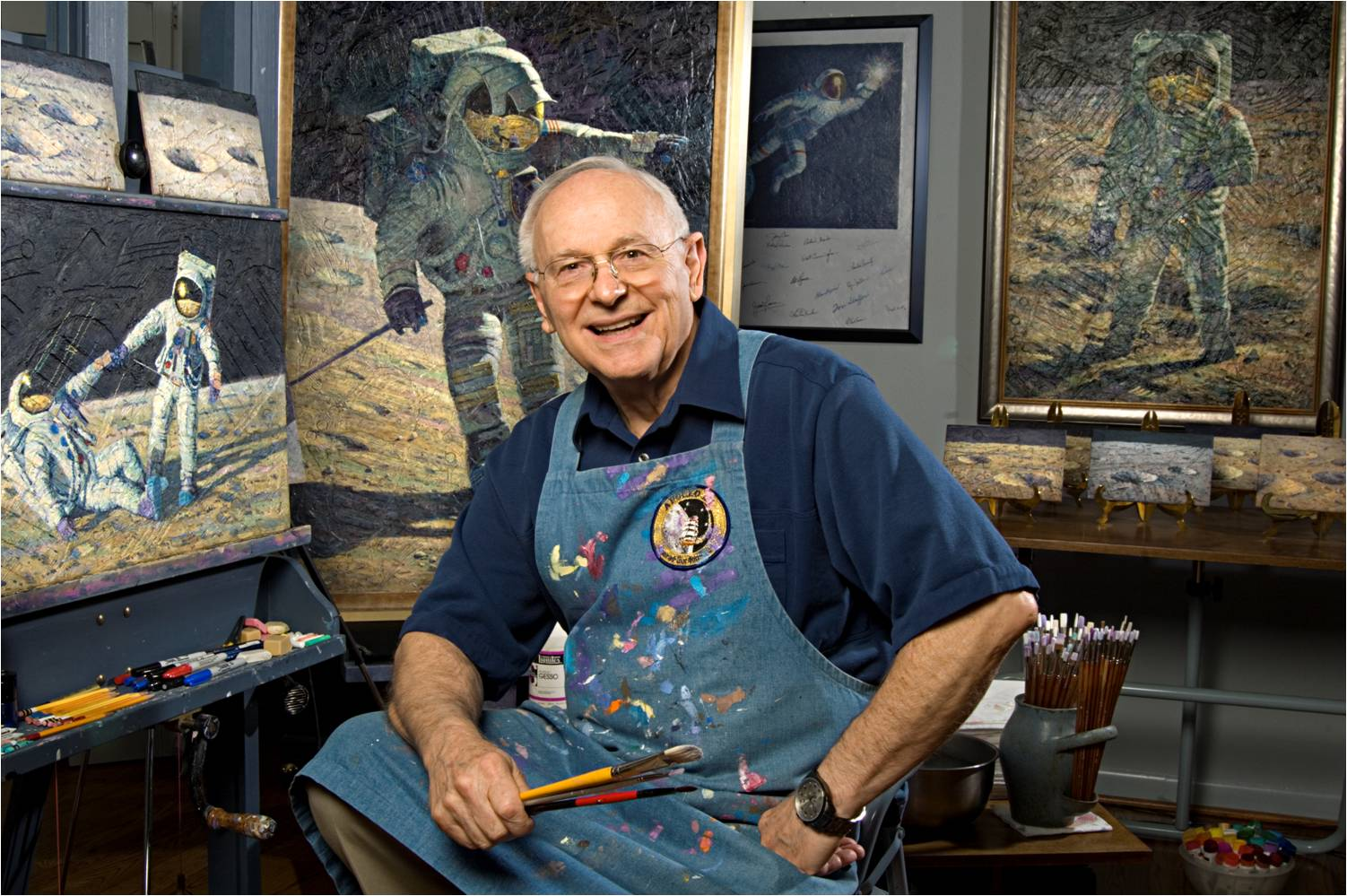
Alan Bean w swojej pracowni malarskiej (2009)

Alan LaVern Bean (ur. 15 marca 1932 w Wheeler w Teksasie, zm. 26 maja 2018 w  Houston) – amerykański astronauta, komandor United States Navy, czwarty człowiek, który stanął na powierzchni Księżyca (19 listopada 1969). Po zakończeniu kariery zajmował się malarstwem.

## Dzieciństwo i młodość
Urodził się teksaskim Wheeler, jako syn Frances Caroline Murphy i Arnolda Horace’a Beana, naukowca, który pracował w U.S. Soil Conservation Service (amer. Służba Ochrony Gleby). Arnold Bean służył jako żołnierz w czasie II wojny światowej, a jego syn Alan od najmłodszych lat fascynował się samolotami bojowymi. Robił modele samolotów z lekkiej balsy, starannie je malował, a na koniec wieszał na cieniutkich drutach pod sufitem sypialni.

## Rodzina
Wczesną wiosną roku 1955 (19 kwietnia) poślubił swoją dziewczynę z college’u, Sue Ragsdale, cheerleaderkę z Uniwersytetu Teksańskiego. Tydzień przed Bożym Narodzeniem tego roku (18 grudnia), urodził się ich syn Clay Arnold. Córka Amy Sue urodziła się w 1963 r.

## Wykształcenie i służba wojskowa
- 1949 – szkołę średnią (Paschal High School) ukończył w Fort Worth[2].
- 1955 – został absolwentem Uniwersytetu Teksańskiego, uzyskując licencjat z aeronautyki. Podczas studiów przeszedł kurs służby przygotowawczej oficerów rezerwy Marynarki Wojennej USA (Navy Reserve Officers Training Corps – NROTC).
- 1955 – rozpoczął służbę w Marynarce Wojennej. Przeszedł szkolenie lotnicze w bazie Beeville w Teksasie i zdobył kwalifikacje pilota lotnictwa morskiego.
- 1956–1960 – służył w 44. eskadrze szturmowej w bazie lotnictwa morskiego w Jacksonville na Florydzie.
  - Przeszedł kurs pilotów doświadczalnych marynarki wojennej (Navy Test Pilot School) w bazie Patuxent River w stanie Maryland. Po jego ukończeniu zajmował się testowaniem różnych samolotów dla potrzeb lotnictwa morskiego. Jednym z jego ówczesnych instruktorów był Charles „Pete” Conrad, przyszły dowódca lotu Apollo 12[2].
- 1962 – przeszedł kurs w zakresie bezpieczeństwa lotów organizowany przez Uniwersytet Południowej Kalifornii.
- 1962–1963 – był pilotem samolotu A-4 w 172. eskadrze szturmowej w bazie lotnictwa morskiego Cecil Field na Florydzie.
- 1963 – jako doświadczony pilot testowy posiadał: 7145 godz. nalotu na 27 różnych typach samolotów, z czego 4890 godz. pilotował samoloty odrzutowe[2].
- 1972 – otrzymał honorowy doktorat Texas Wesleyan College.
- 1974 – otrzymał honorowy doktorat University of Akron.
- październik 1975 – przeszedł do rezerwy w stopniu komandora US Navy.

## Kariera astronauty
- 18 października 1963 – został przyjęty przez NASA do trzeciej grupy astronautów (NASA 3(inne języki)).
- Od lutego 1965 zaczął zajmować się systemami ratunkowymi statków kosmicznych.
- grudzień 1965 – podczas lotu statków kosmicznych Gemini 7 i Gemini 6A utrzymywał łączność radiową (CapCom) z załogami obu misji.
- styczeń 1966 – został mianowany dowódcą załogi rezerwowej misji Gemini 11.
- 28 lutego 1966 – został członkiem ośmioosobowej komisji badającej przyczyny wypadku lotniczego, w którym zginęli astronauci Elliott See i Charles Bassett – podstawowa załoga misji Gemini 9. Po tym wypadku Bean został dublerem dowódcy załogi Gemini 10.
- wrzesień 1966 – utrzymywał łączność radiową (CapCom) z załogą misji Gemini 11. Został także szefem Apollo Applications Office. Nie był wówczas planowany do lotów w ramach misji księżycowych.
- 5 października 1967 – w wypadku lotniczym zginął astronauta Clifton Williams – pilot modułu księżycowego rezerwowej załogi statku Apollo 9. W konsekwencji na jego miejsce został wyznaczony Bean.
- 10 kwietnia 1969 – po zakończonym w marcu 1969 locie Apollo 9 Beanowi powierzono obowiązki pilota modułu księżycowego podczas planowanej na jesień, drugiej załogowej misji na Księżyc.
- 14–24 listopada 1969 – wziął udział w misji Apollo 12. 19 listopada stanął na powierzchni Księżyca.
- styczeń 1972 – został włączony w charakterze dowódcy do załogi podstawowej drugiej wyprawy na stację kosmiczną Skylab (Skylab 3).
- 28 lipca – 28 września 1973 – dowodził misją Skylab 3.
- 9 lutego 1973 – został dowódcą rezerwowej załogi statku Apollo-ASTP (wraz z nim w skład załogi weszli: Ronald Evans i Jack Lousma) przewidzianej do wspólnego amerykańsko-radzieckiego lotu statków kosmicznych Apollo i Sojuz. Misja ta została zrealizowana w lipcu 1975.
- październik 1975 – opuścił szeregi Marynarki Wojennej, ale pozostał czynnym astronautą.
- maj 1978 – 26 lutego 1981 – był szefem Korpusu Astronautów NASA.
  - Miał szansę być dowódcą załogi wahadłowca podczas pierwszej misji z laboratorium naukowym Spacelab. Jednakże z powodu opóźnień programu trzeci raz w kosmos już nie poleciał.
- czerwiec 1981 – opuścił Korpus Astronautów NASA.

## Loty załogowe

### Apollo 12
W dniach 14–24 listopada 1969 r. odbył swój pierwszy lot kosmiczny na pokładzie statku Apollo 12. Był pilotem modułu księżycowego. Funkcję dowódcy misji pełnił Charles Conrad, zaś pilotem modułu dowodzenia był Richard Gordon. Był to drugi lot kosmiczny, podczas którego dwóch astronautów wylądowało na powierzchni Księżyca. Alan Bean był czwartym człowiekiem, który postawił swoją stopę na Srebrnym Globie. 18 listopada 1969 r. moduł księżycowy „Intrepid” wylądował na Oceanie Burz zaledwie 163 metry od sondy kosmicznej Surveyor 3, która dotarła tam 19 kwietnia 1967 r. Krótko po wyjściu astronautów na powierzchnię Księżyca Bean uruchomił kamerę telewizyjną, ale podczas jej ustawiania, przypadkowo na moment skierował ją w stronę Słońca. Doprowadziło to do jej uszkodzenia i w efekcie na Ziemię nie docierał żaden obraz. Astronauci przebywali na Księżycu przez ponad 31 godzin. Podczas dwóch wyjść zebrali z jego powierzchni 34,4 kg próbek gruntu i skał. Na Ziemię przywieźli także elementy zdemontowane z sondy Surveyor 3 (kamerę i próbnik gruntu). 24 listopada kabina załogowa Apolla 12, „Yankee Clipper”, opadła na wody Oceanu Spokojnego. Wysoka fala spowodowała, że kapsuła z astronautami początkowo znalazła się czubkiem w dół i dopiero napełnienie pływaków spowodowało, iż odwróciła się do prawidłowej pozycji.
14 listopada 1969 r. piorun 2-krotnie uderzył w startujący Apollo 12 (najpierw w 36, a następnie w 52 sekundzie lotu), co mogło przerwać misję z Cape Canaveral, pierwszą od lądowania Apollo 11 na Księżycu, 4 miesiące wcześniej. Bean, jako inżynier systemów statku kosmicznego, szybko przełączył się na zapasowe źródło zasilania, oszczędzając ogniwa paliwowe misji i przywracając tym samym telemetrię statku. Jego działania umożliwiły kontynuowanie misji księżycowej Apollo 12.

### Skylab 3
28 lipca 1973 r. wystartował do swojej drugiej misji kosmicznej oznaczonej jako Skylab SL-3. Był jej dowódcą. Na pokładzie statku Apollo towarzyszyli mu Owen Garriott i Jack Lousma. Podczas rekordowej, jak na tamte czasy, misji astronauci prowadzili liczne badania naukowe z dziedziny astronomii i biologii (m.in. dotyczyły one wpływu nieważkości na organizm ludzki). Podczas lotu Bean przez blisko trzy godziny pracował na zewnątrz stacji orbitalnej. 25 września, po ponad 59 dniach lotu, trójka astronautów powróciła na Ziemię, szczęśliwie wodując na Ocenie Spokojnym.

## Po opuszczeniu NASA
Po odejściu w 1981 r. z NASA niemal cały wolny czas poświęcał malarstwu. Miał własną pracownię w Houston. Tematem jego obrazów są loty kosmiczne, ze szczególnym uwzględnieniem misji Apollo. Jego obrazy można obejrzeć również w Internecie.

## Nagrody i odznaczenia
- Navy Distinguished Service Medal – dwukrotnie
- NASA Distinguished Service Medal – dwukrotnie
- Navy Astronaut Wings
- Złoty Medal FAI im. Jurija Gagarina (1973)
- Dyplom FAI im. Władimira Komarowa (1974)
- Universal Astronaut Insignia za lot orbitalny (nr 44, pośmiertnie) – Stowarzyszenie Uczestników Lotów Kosmicznych (Association of Space Explorers(inne języki))[3]

## Wykaz lotów
| Loty kosmiczne, w których uczestniczył Alan L. Bean                     | Loty kosmiczne, w których uczestniczył Alan L. Bean | Loty kosmiczne, w których uczestniczył Alan L. Bean | Loty kosmiczne, w których uczestniczył Alan L. Bean | Loty kosmiczne, w których uczestniczył Alan L. Bean | Loty kosmiczne, w których uczestniczył Alan L. Bean |
| Nr                                                                      | Data startu                                         | Data lądowania                                      | Statek kosmiczny                                    | Funkcja                                             | Czas trwania                                        |
| ----------------------------------------------------------------------- | --------------------------------------------------- | --------------------------------------------------- | --------------------------------------------------- | --------------------------------------------------- | --------------------------------------------------- |
| 1                                                                       | 14 listopada 1969                                   | 24 listopada 1969                                   | Apollo 12                                           | Pilot modułu księżycowego                           | 10 dni 4 godziny 36 minut i 25 sekund               |
| 2                                                                       | 28 lipca 1973                                       | 25 września 1973                                    | Skylab SL-3                                         | Dowódca misji                                       | 59 dni 11 godzin 9 minut i 4 sekundy                |
| Łączny czas spędzony w kosmosie – 69 dni 15 godzin 45 minut i 29 sekund |                                                     |                                                     |                                                     |                                                     |                                                     |